# Cooperativa escolar
Una cooperativa escolar és una associació de persones físiques o jurídiques, amb interessos i necessitats comuns, que en aquest cas van dirigits a un centre d'educació. Com a totes les cooperatives els socis d'una cooperativa escolar creen un patrimoni comú amb limitacions pel que fa a la transmissibilitat i sense ànim de lucre. La majoria de cooperatives escolars formen part d' EscolesCoop. Federació de Cooperatives d'Ensenyament de Catalunya.

## Estructura
- Assemblea General. És la reunió dels socis o dels associats per deliberar i prendre acords com a òrgan suprem de decisió.
- Consell rector. És l'òrgan de govern, gestió i representació de la cooperativa. Ha d'estar format per tres membres de la cooperativa com a mínim.
- Comitè de recursos. La seva funció és tramitar i resoldre els recursos contra les sancions dels socis.
- Interventors. Censuren els comptes anuals. Han de ser entre un i tres socis.

## Socis
Els socis de la cooperativa tenen el dret a participar en les activitats d'aquesta, rebre la informació necessària per exercir els seus drets i complir les seves obligacions. Els socis tenen dret al retorn cooperatiu, és a dir a rebre part de l'excedent que obtingui la cooperativa. Aquests no també tenen un conjunt d'obligacions: assistir a les reunions de l'Assemblea General i dels altres òrgans de què formen part, complir els acords vàlidament establerts pels òrgans socials i participar en les activitats de formació.